# Rasopasno
Rasopasno, čokavski Rosopasno, je mjesto u općini Dobrinj na otoku Krku u Republici Hrvatskoj.

## Smještaj
Rasopasno se nalazi u zapadnom dijelu općine Dobrinj, na rubnom području prema općini Malinska – Dubašnica. U unutrašnjosti je otoka, od mora udaljeno nekoliko kilometara. 

## Prvi spomen mjesta
Spominje se već 1471. godine u glagoljskoj ispravi kojom krčki knez Ivan VII Frankopan daruje nekom Ivanu Seršiću posjede u okolici Sužana (...put ki gre za Rasopasno...). Najstariji dio sela se, međutim, naziva Kirjak, prema crkvici Sv. Kirijaka koja je postojala srednjem vijeku.

## Porijeklo naziva
Mjesto je dobilo ime po biljci, visokoj travi koja se zove „rosopas“ ( lat. Chelidonium majus ), koju u Dobrinju nazivaju i "Marijina rožica".

## Stanovništvo
2001. godine, u Rasopasnom je živjelo 85 stanovnika. Prema prvom poznatom podatku, iz 1780. godine, Rasopasno je imalo 169 stanovnika u 39 kuća. 
Kao i za ostala mjesta na otoku Krku, postoje dvojaki podatci o stanovništvu – crkveni ( uračunati su i privremeno odsutni ) i službeni ( državni ). Prema crkvenim podatcima u Rasopasnom je 1898. godine živio 321 žitelj, 1935. godine 306 žitelja, a 1970. godine njih 146. Službeni podatci su nešto manji; 1900. godine 278 stanovnika, 1910. godine 289, 1948. godine 203, 1971. godine 128 stanovnika. 
Isto kao i u većini mjesta u unutrašnjosti otoka Krka, u Rasopasnom posljednjih tridesetak godina broj stanovnika stagnira, dok u priobalnim mjestima znatno raste, jer ga je potaklo što se razvijao turizam i infrastruktura.

| broj stanovnika | 247   | 271   | 250   | 254   | 278   | 289   | 262   | 237   | 203   | 189   | 168   | 128   | 93    | 85    | 85    | 104   | 125   |
|                 | 1857. | 1869. | 1880. | 1890. | 1900. | 1910. | 1921. | 1931. | 1948. | 1953. | 1961. | 1971. | 1981. | 1991. | 2001. | 2011. | 2021. |

## Gospodarstvo
Većina mještana radi u susjednoj Malinskoj, Krku, Omišlju, Rijeci. 
Stoljećima je Rasopasno bilo isključivo poljoprivredno selo, naročito stočarsko. Tome svjedoče i brojne štale, danas napuštene. U novije vrijeme postoji razvoj turizma zbog blizine Malinske, ali se on očituje isključivo u obnovi starih kamenih kuća i njihovom iskorištavanju kao smještajnih kapaciteta ( apartmani ). 
Donekle je obnovljeno maslinarstvo i uzgoj Rajčica.

## Znamenitosti
- Crkva Uznesenja b.d.Marije – 1656. godine braća Ivan i Mihovil Gržetić dobili su dopuštenje od krčke biskupije da o vlastitom trošku izgrade kapelu u Rasopasnom. Oni su prodali svoje posjede na lokalitetima čiji nazivi postoje i danas, te su s tim sredstvima izgradili kapelu koju je 1659. godine posvetio biskup Juraj Georgiceo. Ta je crkva napuštena 1886. godine pa je 1927. godine sagrađena nova sa zvonikom na pročelju.
- Crkvica Sv. Kirijaka postojala je u srednjem vijeku, ali je njezin datum gradnje pa i vrijeme napuštanja potpuno nepoznato. Nema dvojbe da je u 17. st. izvan upotrebe jer su spomenuta braća Gržetić dobila dozvolu za građenje crkve jer ju selo tada nije imalo. Međutim, ostaci crkvice sv. Kirijaka bili su vidljivi još 1963. godine kada je toponomastičar Ive Jelenović u gustoj šikari pronašao tragove nestale pravokutne crkvice.

## Poznate ličnosti
- Vinko Šamanić – doktor, stručnjak za mikrobiologiju i parazitologiju, niz godina je bio voditelj mikrobiološke službe Zavoda za zaštitu zdravlja u Rijeci te odgovorni urednik „Narodnog zdravstvenog lista“ i časopisa „Medicina“

## Vanjske poveznice
- službene stranice općine Dobrinj
- Službene stranice Turističke zajednice Općine Dobrinj  Arhivirana inačica izvorne stranice od 26. srpnja 2010. (Wayback Machine)
- sela Dobrinjštine  Arhivirana inačica izvorne stranice od 5. svibnja 2010. (Wayback Machine)